# Vromance
Vromance (кор.: хангиль: 브로맨스, стилізується як VROMANCE) — південнокорейський чоловічий гурт, створений компанією RBW у 2016 році. Гурт дебютував в липні 2016 року з мініальбомом The Action. До складу гурту входять четверо людей: Чанхьон, Хьонкю, Чандон та Хьонсок.

## Кар'єра

### До дебюту
До свого дебюту четверо учасників працювали вокальними тренерами для корейських поп-ідолів і записували пісні-провідники для співаків. У серпні 2011 року лідер групи Пак Чанхьон був учасником співочого конкурсу Superstar K3, але згодом вибув. Наступного року він підписав контракт з RBW (тоді WA Entertainment). Пак Чанхьон та інші учасники Пак Хьонгю записали трек «Love Is…» для саундтреку до серіалу SBS «Спадкоємці» 2013 року. У 2014 році Пак Хьонкю був представлений у «Goodbye Rain» з Чон Мінджу та Кім Юна — майбутніми учасниами The Ark і Khan. У лютому 2016 року Пак Чанхьон співпрацював з Ху Гаком над піснею «Already Winter». У червні 2016 року RBW оголосила, що дебютує вокальний гурт з чотирьох учасників VROMANCE.

### 2016—2017: Дебют ізThe Action,RomanceтаMix Nine
Гурт дебютував 12 липня 2016 року з мініальбомом The Action та головною композицією «She», яку вони описали як суміш свінгу та фанку. Vromance випустили свій перший цифровий сингл «Fishery Management» 14 вересня 2016 року, який був охарактеризований як композиція у середньому темпі з яркою ритмічною гітарою та чудовим приспівом.
6 січня 2017 року Vromance випустили свій другий мініальбом Romance з головним треком «I'm Fine», який був описаний як душевний та традиційний.

### 2018— дотепер: Нові цифрові сингли
17 січня 2018 року Vromance випустили свій п'ятий сингл «Flower» спродюсований Jungkey. Промоції цього синглу не було.

## Учасники
| Сценічне ім'я | Сценічне ім'я | Сценічне ім'я | Справжнє ім'я | Справжнє ім'я | Справжнє ім'я | Дата народження           | Позиція у гурті                 |
| Українською   | Латиницею     | Хангилем      | Українською   | Латиницею     | Хангилем      | Дата народження           | Позиція у гурті                 |
| ------------- | ------------- | ------------- | ------------- | ------------- | ------------- | ------------------------- | ------------------------------- |
| Чанхьон       | Janghyun      | 장현          | Пак Чанхьон   | Park Janghyun | 박장현        | 6 червня 1989 (35 років)  | Лідер, головний вокаліст        |
| Хьонкю        | Hyunkyu       | 현규          | Пак Хьонкю    | Park Hyunkyu  | 박현규        | 11 лютого 1991 (34 роки)  | Вокаліст                        |
| Чандон        | Chandong      | 찬동          | Лі Чандон     | Lee Chandong  | 이찬동        | 20 липня 1992 (32 роки)   | Вокаліст, віжуал, обличчя гурту |
| Хьонсок       | Hyunseok      | 현석          | Лі Хьонсок    | Lee Hyunseok  | 이현석        | 26 травня 1994 (30 років) | Вокаліст, макне                 |

## Дискографія

### Мініальбоми
| Назва                                                                            | Деталі альбому | Пікові позиції у чартах | Продажі |
| Назва                                                                            | Деталі альбому | KOR                     | Продажі |
| -------------------------------------------------------------------------------- | --- | ----------------------- | ------- |
| The Action                                                                       | - Реліз: 12 червня 2016 - Лейбл: RBW - Формат: CD, цифрове завантаження Трек-лист 1. «Introduce» (feat. Basick) 2. «Old Lovers» (오래된 연인들) 3. «She» (여자 사람 친구) 4. «Bing» (빙) (feat. Big Tray) 5. «Already Winter» (Only Janghyun) 6. «She» (여자 사람 친구) (Inst.) | 28                      | 567+    |
| Romance                                                                          | - Реліз: 6 січня 2017 - Лейбл: RBW - Формат: CD, цифрове завантаження Трек-лист 1. «I'm Fine» 2. «The Jobless» (삼년째 백수) 3. «Don't Say Goodbye» (헤어지지 말자) 4. «Thank You for Pretty» (예뻐서 고마워) 5. «Selfish» (어장관리)                                           | 32                      | 657+    |
| «—» релізи, що не потрапили у чарти або не були випущені у відповідних регіонах. | |                         |         |

### Сингли
| Назва                                                                            | Рік  | Пікові позиції у чартах | Продажі (DL)             | Альбом                |
| Назва                                                                            | Рік  | KOR                     | Продажі (DL)             | Альбом                |
| -------------------------------------------------------------------------------- | ---- | ----------------------- | ------------------------ | --------------------- |
| «She» (여자 사람 친구)                                                           | 2016 | —                       | - Південна Корея: 4,375+ | The Action            |
| «Selfish» (어장관리)                                                             | 2016 | —                       | Н/Д                      | Romance               |
| «I'm Fine»                                                                       | 2017 | —                       | Н/Д                      | Romance               |
| «Wake Up Call» (모닝콜)                                                          | 2017 | —                       | Н/Д                      | Не увійшов до альбому |
| «Flower» (꽃)                                                                    | 2018 | —                       | Н/Д                      | Не увійшов до альбому |
| «Star» (별)                                                                      | 2018 | —                       | Н/Д                      | Не увійшов до альбому |
| «Oh My Season» (오 나의 계절)                                                    | 2018 | —                       | Н/Д                      | Не увійшов до альбому |
| «Primordial Instinct» (원초적 본능)                                              | 2018 | —                       | Н/Д                      | Не увійшов до альбому |
| «Unlike» (같은 밤 다른 느낌)                                                     | 2019 | —                       | Н/Д                      | Не увійшов до альбому |
| «You Can Expect Me» (내게 기대어도 돼)                                           | 2019 | —                       | Н/Д                      | Не увійшов до альбому |
| «The Cure» (치료가 필요한 사람)                                                  | 2019 | —                       | Н/Д                      | Не увійшов до альбому |
| «Always You»                                                                     | 2020 | —                       | Н/Д                      | Не увійшов до альбому |
| «The Moment» (너만 없는 하루)                                                    | 2021 | —                       | Н/Д                      | Не увійшов до альбому |
| «—» релізи, що не потрапили у чарти або не були випущені у відповідних регіонах. |      |                         |                          |                       |

### Колаборації
| Назва                        | Рік  | Пікові позиції у чартах | Продажі                  | Альбом                |
| Назва                        | Рік  | KOR                     | Продажі                  | Альбом                |
| ---------------------------- | ---- | ----------------------- | ------------------------ | --------------------- |
| «Already Winter» (з Huh Gak) | 2015 | 67                      | - Південна Корея:81,008+ | Не увійшов до альбому |

### Саундтреки
| Назва                                 | Рік  | Альбом                    | Учасник(и)       |
| ------------------------------------- | ---- | ------------------------- | ---------------- |
| «Love Is...»                          | 2013 | The Heirs OST             | Чанхьон & Хьонкю |
| «Two People (두 사람)»                | 2013 | The Heirs OST             | Чанхьон          |
| «Love Is... (acoustic ver.)»          | 2013 | The Heirs OST             | Хьонкю           |
| «I Fall In Love»(feat. Obroject)      | 2017 | Strong Girl Bong-soon OST | Всі              |
| «Full of Wonders»                     | 2017 | Man to Man OST            | Всі              |
| «Alone»                               | 2017 | Rude Miss Young-Ae 16 OST | Чанхьон          |
| «Now»                                 | 2018 | Suits OST                 | Всі              |
| «At The End of The Route»             | 2019 | Rude Miss Young-Ae 17 OST | Чанхьон          |
| «Tonight»                             | 2019 | Search: WWW OST           | Чандон           |
| «Hide and Seek»                       | 2021 | The King's Affection OST  |                  |
| «Full of You»(з Хеюн (Cherry Bullet)) | 2021 | The King's Affection OST  |                  |

## Фільмографія

### Телевізійні шоу
| Рік       | Мережа    | Назва               | Учасник(и)            | Примітки                                                   |
| --------- | --------- | ------------------- | --------------------- | ---------------------------------------------------------- |
| 2016      | MBC       | Duet Song Festival  | Пак Чанхьон           | Переможець у 22 епізоді                                    |
| 2017      | MBC       | King of Mask Singer | Пак Чанхьон           | 119 епізод                                                 |
| 2017-2018 | JTBC      | Mix Nine            | Пак Хьонкю, Лі Чандон | Зайняли 37-е та 28-е місце відповідно                      |
| 2018      | MBC Plus  | Casting Call        | Лі Чандон             | Переможець у 5 епізоді (роль у мюзиклі Gwanghwamun Sonata) |
| 2018-2019 | JTBC      | Awesome Feed        | Пак Хьонкю            |                                                            |
| 2018-2019 | Channel A | Vocal Play          | Всі                   | 1 сезон                                                    |
| 2019      | MBC       | King of Mask Singer | Пак Хьонкю            | Епізоди 189–191                                            |

### Мюзикли
| Рік       | Назва                          | Оригінальна назва | Учасник(и) | Роль     | Примітки          |
| --------- | ------------------------------ | ----------------- | ---------- | -------- | ----------------- |
| 2018-2019 | Gwanghwamun Sonata             | 광화문연가        | Чандон     | Мьону    |                   |
| 2019      | Like a Butterfly               | 나빌레라          | Чандон     | Лі Черок |                   |
| 2020      | Return: The Promise of the Day | 귀환              | Чандон     | Хелі     | Військовий мюзикл |